# Ghawar

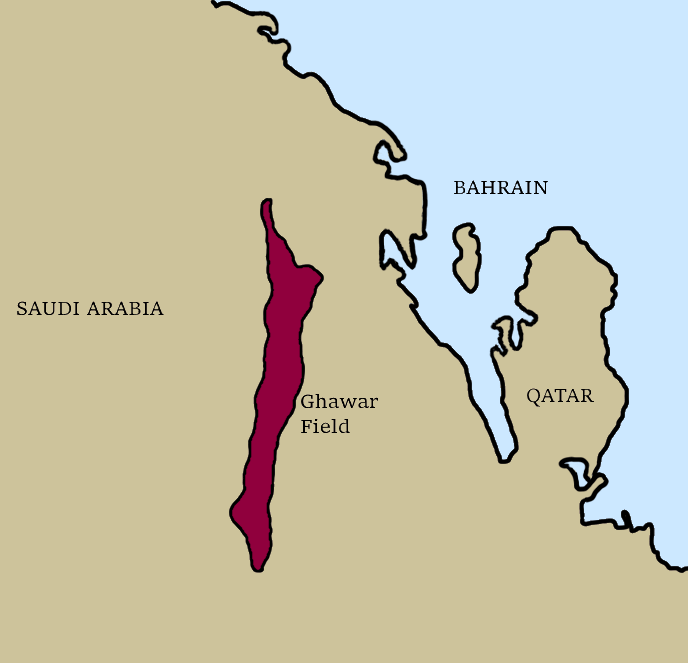
Lage des Ghawar-Ölfeldes im Osten Saudi-Arabiens

Ghawar (arabisch الغوار al-Ghawār, DMG al-Ġawār) ist das größte bekannte Ölfeld der Welt. Der Super-Giant liegt nahe der Großstadt Hofuf in Saudi-Arabien und hat eine Ausdehnung von etwa 280 km × 30 km. Das Feld wird von der En Nala Antiklinale geformt und begrenzt; von Norden nach Süden besteht es aus den Substrukturen Fazran, Ain Dar, Shedgum, Uthmaniyah, Hawiyah und Haradh. Das Speichergestein ist hochporöser Kalkstein (spätjurassische Arab-D-Ablagerung) von ca. 85 m Dicke in einer Teufe von 1800 m bis 2100 m. In vielen Zonen ist es von einer Super-Permeabilität geprägt und wird von einer Anhydritschicht abgedeckt.
Ghawar wurde 1948 entdeckt. Schätzungsweise stammten 60 % bis 65 % der Ölförderung Saudi-Arabiens in den Jahren 1948–2000 aus diesem einen Ölfeld. Die aktuelle Fördermenge (Stand 2019) wird mit 3,8 Mio. Barrel pro Tag angegeben, was ca. 4,5 % der Weltrohölförderung (Crude & Condensate: ~ 83 Mio. Barrel pro Tag) entspricht.

## Förderbare Mengen
Erste Schätzungen gingen davon aus, dass Ghawar insgesamt 170 Milliarden Barrel Öl enthält und etwa 60 Milliarden förderbar sind. Folgende Schätzungen über die förderbare Menge an Erdöl in Ghawar variierten zwischen 70 und 170 Gigabarrel. Saudi Aramco gab bekannt, dass in Ghawar bis April 2010 bereits 65 Milliarden Barrel Öl gefördert worden seien. Gleichzeitig gab man bekannt, dass ursprünglich über 100 Milliarden Barrel an förderbaren Reserven in dem Feld enthalten gewesen seien. 2019 bezifferte Saudi Aramco die verbleibenden Ölreserven auf 48 Mrd. Barrel. Das Feld liefert außerdem etwa 57 Millionen m³ Erdgas täglich.
Derzeit werden täglich 8 Mio. Barrel Meerwasser in das Ölfeld gepumpt, um die Ölförderung aufrechtzuerhalten. Um 2005 wurde intensiv diskutiert, das Ghawar-Ölfeld habe sein Ölfördermaximum erreicht und befinde sich schon auf dem abfallenden Hang der Förderkurve. So berichtete die Energie-Fachwebsite Energy and Capital in einem Beitrag vom 9. August 2006, ein Sprecher der staatlich-saudischen Ölfördergesellschaft Saudi Aramco habe eine Förderminderung der ältesten Ölfelder Aramcos (einschließlich Ghawars) von 8 % pro Jahr zugegeben.

## Fördermaximum

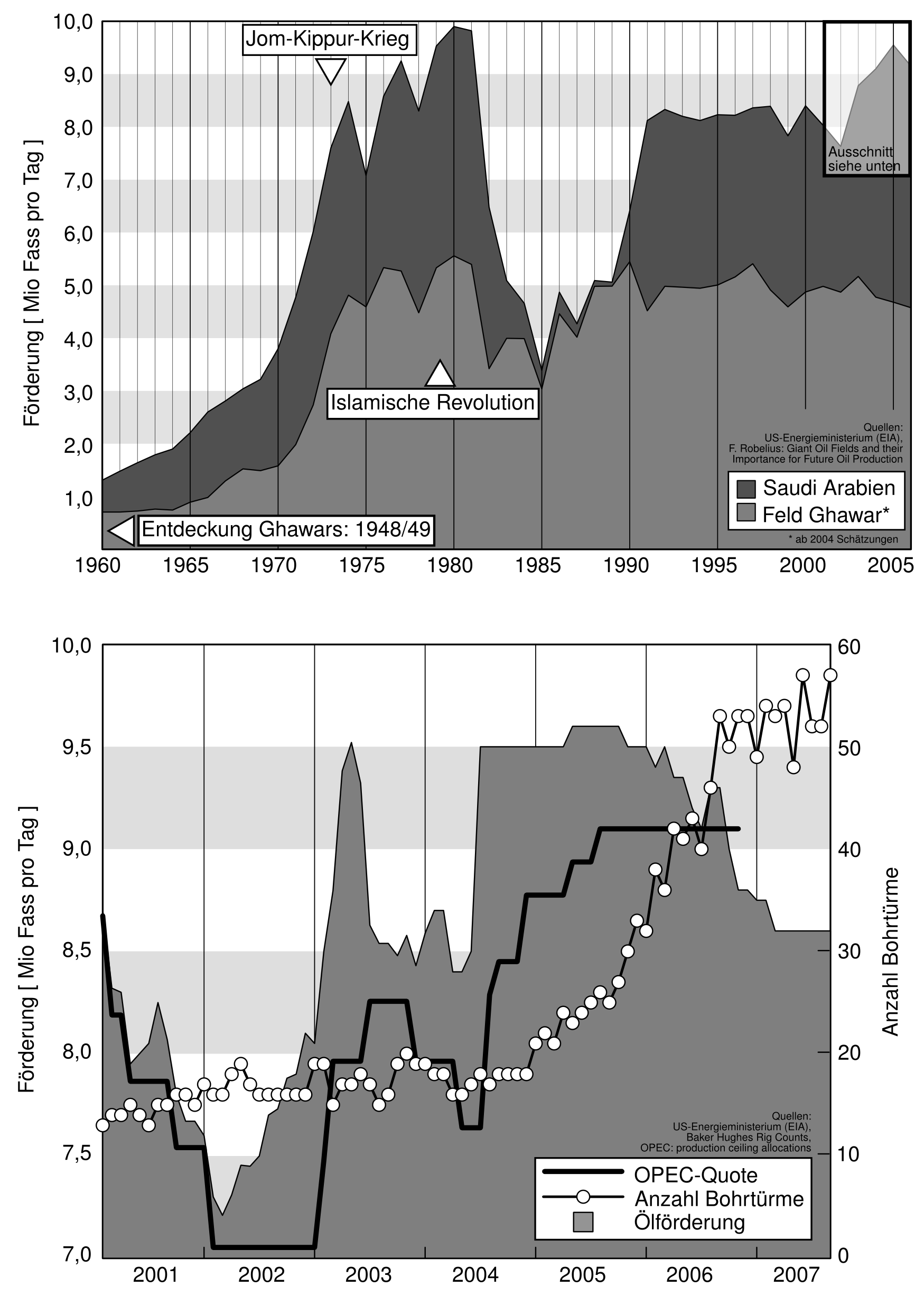
Ölfördergeschichte und Vergleich zwischen Ölförderung und eingesetzten Bohrtürmen in Saudi-Arabien

Seinen Peak hatte Ghawar bereits Anfang der 80er Jahre, allerdings wurde die Produktion damals bewusst reduziert. 1981 wurden 5,7 Millionen Barrel täglich gefördert. Die Rezession in den USA, sowie das Überangebot an Öl in den 1980er Jahren veranlasste Saudi Aramco jedoch die Produktion zu drosseln, um die Preise nicht weiter sinken zu lassen, dadurch war das russische Ölfeld Samotlor für einige Jahre das Feld mit der höchsten Förderrate. Investitionen zur Erschließung der südlichen Gebiete Hawiyah and Haradh zwischen 1994 und 1996 erhöhten die Produktion erneut auf über 5 Millionen Barrel pro Tag – mehr als Samotlor jemals produziert hat.

## Diskussion
Der US-amerikanische Ölinvestmentbankier Matthew Simmons hatte in seinem 2006 erschienenen Buch Wenn der Wüste das Öl ausgeht. Der kommende Ölschock in Saudi-Arabien – Chancen und Risiken den angeblichen Förderniedergang Ghawars als Anzeichen für ein globales Fördermaximum beschrieben und vor einer von großen wirtschaftlichen, politischen und sozialen Spannungen geprägten turbulenten Abschwungphase gewarnt. Matthew Simmons sagte 2005 für 2010 entsprechend einen Ölpreis von mindestens 200 $ pro Fass voraus und hat darauf mit dem Wirtschaftsjournalisten John Tierney eine öffentliche Wette über 10.000 $ abgeschlossen, der eine Haussen im Rohstoffbereich – unter Bezugnahme auf den Ökonomen Julian L. Simon – grundsätzlich für begrenzt hielt.
Der Romancier Andreas Eschbach verwendete das Szenario eines versiegenden Ghawar-Feldes als Hintergrund für seinen Roman Ausgebrannt.
Abdallah Dschumʿa, CEO von Aramco, hält dagegen (2008) die Befürchtungen zum globalen Fördermaximum für drastisch übertrieben.
Dem entgegnete der Friedensforscher Michael T. Klare im Frühjahr 2006 mit der folgenden Einschätzung aus dem US-Energieministerium:

„Das auffälligste Anzeichen für diese veränderte Sicht der Dinge ist die neue Einschätzung des US-Energieministeriums im neuen International Energy Outlook, der im Juli 2005 vorgelegt wurde. Wir erinnern uns, dass diese Publikation im Jahr davor prognostiziert hatte, die saudische Förderung werde im ersten Viertel des 21. Jahrhunderts um 12,3 mdb auf 22,5 mdb ansteigen. Die neue Ausgabe hingegen sieht für denselben Zeitraum einen Zuwachs um lediglich 6,1 mdb, das ist weniger als die Hälfte der 2004 vorausgesagten Zunahme. Heute prognostiziert das US-Energieministerium, dass die saudische Ölproduktion bis 2025 nur auf 16,3 mdb steigen wird. Diese Kehrtwende wird in der Publikation nicht näher erläutert. Aber man kann davon ausgehen, dass die von Simmons und anderen Skeptikern vorgelegten Analysen inzwischen auch das offizielle Denken in Washington beeinflussen.“